# 氷川神社 (川口市上青木)
氷川神社（ひかわじんじゃ）は、埼玉県川口市の神社。

## 歴史
創建年代は不明である。ただ室町時代に武蔵国足立郡青木村を上下に分村する際に、下青木村にあった鎮守氷川神社から分霊を勧請して創建されたとされていることから、室町時代の創建と推測される。文殊院、後に明達院が別当寺であった。
明治初期の神仏分離により、旧別当寺の明達院僧侶は還俗し当社の神職となった。
1873年（明治6年）、近代社格制度に基づく「村社」に列せられ、1907年（明治40年）の神社合祀により、周辺の6神社が合祀された。

## 交通アクセス
- 鳩ヶ谷駅より徒歩15分。